# Torres Calcio 2012-2013
Questa voce raccoglie le informazioni riguardanti l'Associazione Sportiva Dilettantistica Torres Calcio nelle competizioni ufficiali della stagione 2012-2013.

## Rosa
Rosa, numerazione e ruoli, tratti dal sito ufficiale della società, sono aggiornati al 20 settembre 2012.
| N. |                        | Ruolo | Calciatrice                         |
| -- | ---------------------- | ----- | ----------------------------------- |
| 1  | Stati Uniti (bandiera) | P     | Arianna Criscione                   |
| 3  | Canada (bandiera)      | C     | Nikki Matarazzo                     |
| 4  | Italia (bandiera)      | C     | Daniela Stracchi                    |
| 5  | Italia (bandiera)      | D     | Elisabetta Tona (capitano)          |
| 6  | Italia (bandiera)      | A     | Silvia Fuselli                      |
| 7  | Italia (bandiera)      | C     | Giulia Domenichetti (vice capitano) |
| 8  | Svizzera (bandiera)    | C     | Sandy Maendly                       |
| 9  | Italia (bandiera)      | A     | Patrizia Panico                     |
| 10 | Italia (bandiera)      | C     | Fabiana Costi                       |
| 11 | Italia (bandiera)      | C     | Sandy Iannella                      |
| 12 | Italia (bandiera)      | D     | Raffaella Manieri                   |
| 15 | Italia (bandiera)      | C     | Giorgia Casula                      |

| N. |                     | Ruolo | Calciatrice       |
| -- | ------------------- | ----- | ----------------- |
| 17 | Italia (bandiera)   | A     | Romina Pinna      |
| 18 | Italia (bandiera)   | A     | Erika Campesi     |
| 19 | Italia (bandiera)   | A     | Fiorella Carboni  |
| 20 | Svizzera (bandiera) | A     | Veronica Maglia   |
| 21 | Italia (bandiera)   | D     | Giorgia Motta     |
| 22 | Svizzera (bandiera) | P     | Gaëlle Thalmann   |
| 24 | Italia (bandiera)   | D     | Eleonora Piacezzi |
| 25 | Italia (bandiera)   | D     | Elisa Bartoli     |
| -- | Italia (bandiera)   | D     | Claudia Carta     |
| -- | Italia (bandiera)   | A     | Eleonora Depalmas |
| -- | Italia (bandiera)   | A     | Roberta Manca     |

## Calciomercato

### Sessione estiva
| Acquisti | Acquisti            | Acquisti             | Acquisti      |
| R.       | Nome                | da                   | Modalità      |
| -------- | ------------------- | -------------------- | ------------- |
| P        | Gaëlle Thalmann     | Lokomotive Lipsia    | svincolata    |
| D        | Elisa Bartoli       | Roma CF              | svincolata    |
| D        | Eleonora Piacezzi   | Atalanta             | svincolata    |
| C        | Giorgia Casula      | Atletico Oristano    | svincolata    |
| C        | Giulia Domenichetti | Chiasiellis          | svincolata    |
| C        | Nikki Matarazzo     | Villacidro Villgomme | svincolata    |
| A        | Erika Campesi       | Caprera              | svincolata    |
| A        | Romina Pinna        | Atletico Oristano    | fine prestito |

| Cessioni | Cessioni         | Cessioni           | Cessioni   |
| R.       | Nome             | a                  | Modalità   |
| -------- | ---------------- | ------------------ | ---------- |
| P        | Alice Pignagnoli | Riviera di Romagna | svincolata |
| D        | Martina Cortesi  | Como 2000          | svincolata |
| D        | Antonella Morra  | Napoli             | svincolata |
| C        | Alessia Fadda    | Caprera            | svincolata |

### Sessione invernale
|  |

| Cessioni | Cessioni       | Cessioni             | Cessioni |
| R.       | Nome           | a                    | Modalità |
| -------- | -------------- | -------------------- | -------- |
| D        | Claudia Carta  | Villacidro Villgomme | prestito |
| C        | Giorgia Casula | Atletico Oristano    | prestito |

## Risultati

### Serie A

#### Girone di andata
| Arbitro: | Giovanni Sanna (Ozieri) |

|                                                  |           |  |
| Panico 34’, 49’, 77’ Iannella 57’, 66’ Pinna 87’ | Marcatori |  |

| Arbitro: | Nicola Locatelli (Lovere) |

|  |           |                           |
|  | Marcatori | 22’, 88’ Panico 84’ Motta |

| Arbitro: | Francesco Luciani (Roma) |

|                              |           |  |
| Manieri 1’ Iannella 32’, 42’ | Marcatori |  |

| Arbitro: | Giuseppe Gabriele Bertelli (Busto Arsizio) |

|  |           |                                                |
|  | Marcatori | 26’ Manieri 40’ Panico 76’ Fuselli 77’ Maendly |

| Arbitro: | Enrico Leo (Roma 2) |

|                                                                |           |  |
| 22’ Domenichetti Panico 25’, 41’, 67’ Maendly 33’ Stracchi 65’ | Marcatori |  |

| Arbitro: | Alessandro Capovilla (Verona) |

|               |           |                             |
| Cavallini 87’ | Marcatori | 40’ Panico 75’ Domenichetti |

| Arbitro: | Marcello Roca (Bari) |

|  |           |                               |
|  | Marcatori | 53’ Fuselli 86’ (rig.) Panico |

| Arbitro: | Michele Ruggiero (Roma 1) |

|                                           |           |  |
| Maglia 25’ Panico 39’ (rig.) Piacezzi 63’ | Marcatori |  |

| Arbitro: | Francesco Croce (Novara) |

|  |           |                                                               |
|  | Marcatori | 33’, 43’, 75’ Tona 53’ Panico 83’ (rig.) Iannella 91’ Fuselli |

| Arbitro: | Daniel Ledda (Ozieri) |

|                                                        |           |                           |
| Iannella 9’, 46’ Maendly 26’ Panico 57’, 62’ Pinna 75’ | Marcatori | 77’ D'Alessandro 83’ Boni |

| Arbitro: | Federico Pragliola (Terni) |

|              |           |                                     |
| Corsiani 67’ | Marcatori | 13’ Bartoli 49’ Panico 83’ Iannella |

| Arbitro: | Piero Esposito (Aprilia) |

|                                                                    |           |                   |
| Maendly 23’ Panico 30’, 45’, 74’ Fuselli 41’ Maglia 50’ Casula 78’ | Marcatori | 44’ (rig.) Ramera |

| Arbitro: | Giacomo Pompei Poentini (Pesaro) |

|  |           |                             |
|  | Marcatori | 11’ (rig.) Manieri 27’ Tona |

| Arbitro: | Andrea Antagonista (Cagliari) |

|             |           |  |
| Manieri 82’ | Marcatori |  |

| Arbitro: | Davide Moro (Schio) |

|             |           |            |
| Brumana 80’ | Marcatori | 18’ Maglia |

#### Girone di ritorno
| Arbitro: | Alessandro Rotolo (Palermo) |

|  |           |                                                |
|  | Marcatori | 11’ Domenichetti 17’ Panico 43’ (rig.) Manieri |

| Arbitro: | Giovanni Sanna (Ozieri) |

|                                   |           |                         |
| Panico 13’, 45’, 53’ Piacezzi 50’ | Marcatori | 14’ Ricco 48’ Carminati |

| Napoli 26 gennaio 2013, ore 14:30 CEST 18ª giornata | Napoli                          | 0 – 0 referto | Torres | Stadio Arturo Collana (500 ca. spett.)\| Arbitro: \| Eduart Pashuku (Albano Laziale) \| |
| Arbitro:                                            | Eduart Pashuku (Albano Laziale) |               |        |                                                                                         |

| Arbitro: | Andrea Saccoccio (Formia) |

|                                    |           |  |
| Tona 60’ Iannella 78’ Piacezzi 91’ | Marcatori |  |

| Arbitro: | Francesco Carbonari (Roma 1) |

|  |           |                               |
|  | Marcatori | 29’ Fuselli 34’, 72’ Piacezzi |

| Arbitro: | Paolo Massimo Maria Campogrande (Roma 1) |

|                                     |           |  |
| Maendly 14’ Iannella 19’ Panico 63’ | Marcatori |  |

| Arbitro: | Matteo D'Ambrogio (Frosinone) |

|  |           |                   |
|  | Marcatori | 75’, 87’ Bonansea |

| Arbitro: | Matteo Perissinotto (San Donà di Piave) |

|  |           |                                                 |
|  | Marcatori | 6’, 18’, 43’, 74’ Panico 56’ Maglia 82’ Manieri |

| Sassari 16 marzo 2013, ore 14:00 CET 24ª giornata | Torres | 3 – 0 (a tav.) referto | Torino | Stadio Vanni Sanna |

| Arbitro: | Giuseppe Gabriele Bertelli (Busto Arsizio) |

|  |           |                                                               |
|  | Marcatori | 3’, 25’, 45’ Panico 20’ Maendly 30’, 46’ Iannella 50’ Fuselli |

| Arbitro: | Alessandro Ledda (Cagliari) |

|                                                      |           |  |
| Panico 12’ Iannella 15’ Manieri 51’ Domenichetti 66’ | Marcatori |  |

| Arbitro: | Matteo Gariglio (Pinerolo) |

|                   |           |                                                 |
| Ramera 45’ (rig.) | Marcatori | 21’, 90’ Iannella 23’ Panico 30’ Costi 86’ Tona |

| Arbitro: | Paolo Fusi (Lecco) |

|                                                                              |           |  |
| Fuselli 9’, 83’ Iannella 16’ Tona 26’ Panico 27’ Pinna 54’ Maglia 56’ (rig.) | Marcatori |  |

| Arbitro: | Marco Ceccon (Lovere) |

|  |           |                              |
|  | Marcatori | 43’ Panico 67’, 74’ Iannella |

| Arbitro: | Valentina Finzi (Foligno) |

|             |           |                  |
| Fuselli 66’ | Marcatori | 27’ (aut.) Motta |

### Coppa Italia

#### Ottavi di finale
| Arbitro: | Mario Gallione (La Spezia) |

|             |           |                                                                                |
| Cobelli 62’ | Marcatori | 21’, 44’ Panico 40’, 47’ Stracchi 45’ Maendly 59’, 75’ Maglia 81’, 83’ Fuselli |

#### Quarti di finale
| Arbitro: | Pietro Esposito (Aprilia) |

|                                 |           |  |
| Manieri 15’ (rig.) Stracchi 77’ | Marcatori |  |

#### Semifinali
| Arbitro: | Lorenzo Gentile (Seregno) |

|                                              |                      |                             |
| Toselli 92’                                  | Marcatori            | 61’ (rig.) Manieri          |
| Girelli Gabbiadini Di Criscio Zorri Karlsson | Tiri di rigore 4 – 2 | Panico Tona Manieri Maendly |

### Champions League

#### Sedicesimi di finale

##### Andata
| Arbitro: | Riem Hussein |

|                      |           |                      |
| Farrelly 17’ Rus 57’ | Marcatori | 67’, 85’, 86’ Panico |

##### Ritorno
| Arbitro: | Cristina Dorcioman |

|                                             |           |         |
| Fuselli 26’ Iannella 65’ Manieri 81’ (rig.) | Marcatori | 49’ Rus |

#### Ottavi di finale

##### Andata
| Arbitro: | Christine Baitinger |

|                                       |           |            |
| Domenichetti 10’ Panico 24’, 73’, 85’ | Marcatori | 51’ Vătafu |

##### Ritorno
| Arbitro: | Esther Staubli |

|  |           |                             |
|  | Marcatori | 9’ Iannella 62’, 66’ Panico |

#### Quarti di finale

##### Andata
| Arbitro: | Bibiana Steinhaus |

|                                |           |             |
| Smith 23’ Nobbs 49’ Little 63’ | Marcatori | 71’ Maendly |

##### Ritorno
| Arbitro: | Teodora Albon |

|  |           |          |
|  | Marcatori | Fahey 4’ |

### Supercoppa Italiana
| Arbitro: | Marco Mezzarobba (Conegliano) |

|                 |           |              |
| Panico 37’, 82’ | Marcatori | 64’ Bonansea |

## Statistiche

### Statistiche di squadra
| Competizione        | Punti | In casa | In casa | In casa | In casa | In casa | In casa | In trasferta | In trasferta | In trasferta | In trasferta | In trasferta | In trasferta | Totale | Totale | Totale | Totale | Totale | Totale | DR   |
| Competizione        | Punti | G       | V       | N       | P       | Gf      | Gs      | G            | V            | N            | P            | Gf           | Gs           | G      | V      | N      | P      | Gf     | Gs     | DR   |
| ------------------- | ----- | ------- | ------- | ------- | ------- | ------- | ------- | ------------ | ------------ | ------------ | ------------ | ------------ | ------------ | ------ | ------ | ------ | ------ | ------ | ------ | ---- |
| Serie A             | 81    | 15      | 13      | 1       | 1       | 57      | 8       | 15           | 13           | 2            | 0            | 50           | 4            | 30     | 26     | 3      | 1      | 107    | 12     | +95  |
| Coppa Italia        | 6     | 1       | 1       | 0       | 0       | 2       | 0       | 2            | 1            | 0            | 1            | 10           | 2            | 3      | 2      | 0      | 1      | 12     | 2      | +10  |
| Champions League    | 12    | 3       | 2       | 0       | 1       | 7       | 3       | 3            | 2            | 0            | 1            | 7            | 4            | 6      | 4      | 0      | 2      | 14     | 7      | +7   |
| Supercoppa Italiana | 3     | .       | .       | .       | .       | .       | .       | .            | .            | .            | .            | .            | .            | 1      | 1      | 0      | 0      | 2      | 1      | +1   |
| Totale              | 102   | 19      | 16      | 1       | 2       | 66      | 11      | 20           | 16           | 2            | 2            | 67           | 10           | 40     | 33     | 3      | 4      | 135    | 22     | +113 |

### Statistiche dei giocatori
Presenze e reti fatte e subite.
| Giocatore       | Serie A  | Serie A | Serie A     | Serie A    | Coppa Italia | Coppa Italia | Coppa Italia | Coppa Italia | Champions League | Champions League | Champions League | Champions League | Supercoppa italiana | Supercoppa italiana | Supercoppa italiana | Supercoppa italiana | Totale   | Totale | Totale      | Totale     |
| Giocatore       | Presenze | Reti    | Ammonizioni | Espulsioni | Presenze     | Reti         | Ammonizioni  | Espulsioni   | Presenze         | Reti             | Ammonizioni      | Espulsioni       | Presenze            | Reti                | Ammonizioni         | Espulsioni          | Presenze | Reti   | Ammonizioni | Espulsioni |
| --------------- | -------- | ------- | ----------- | ---------- | ------------ | ------------ | ------------ | ------------ | ---------------- | ---------------- | ---------------- | ---------------- | ------------------- | ------------------- | ------------------- | ------------------- | -------- | ------ | ----------- | ---------- |
| E. Bartoli      | 18       | 1       | 2           | 0          | 0            | 0            | 0            | 0            | 0                | 0                | 0                | 0                | 0                   | 0                   | 0                   | 0                   | 18       | 1      | 2           | 0          |
| E. Campesi      | 6        | 0       | 0           | 0          | 0            | 0            | 0            | 0            | 0                | 0                | 0                | 0                | 0                   | 0                   | 0                   | 0                   | 6        | 0      | 0           | 0          |
| F. Carboni      | 4        | 0       | 0           | 0          | 0            | 0            | 0            | 0            | 0                | 0                | 0                | 0                | 0                   | 0                   | 0                   | 0                   | 4        | 0      | 0           | 0          |
| C. Carta        | 0        | 0       | 0           | 0          | 0            | 0            | 0            | 0            | 0                | 0                | 0                | 0                | 0                   | 0                   | 0                   | 0                   | 0        | 0      | 0           | 0          |
| G. Casula       | 9        | 1       | 0           | 0          | 0            | 0            | 0            | 0            | 0                | 0                | 0                | 0                | 0                   | 0                   | 0                   | 0                   | 9        | 1      | 0           | 0          |
| F. Costi        | 13       | 1       | 0           | 0          | 0            | 0            | 0            | 0            | 0                | 0                | 0                | 0                | 0                   | 0                   | 0                   | 0                   | 13       | 1      | 0           | 0          |
| A. Criscione    | 8        | -4      | 1           | 0          | 0            | 0            | 0            | 0            | 0                | 0                | 0                | 0                | 0                   | 0                   | 0                   | 0                   | 8        | -4     | 1           | 0          |
| G. Domenichetti | 26       | 4       | 2           | 0          | 0            | 0            | 0            | 0            | 0                | 0                | 0                | 0                | 0                   | 0                   | 0                   | 0                   | 26       | 4      | 2           | 0          |
| S. Fuselli      | 29       | 9       | 2           | 0          | 0            | 0            | 0            | 0            | 0                | 0                | 0                | 0                | 0                   | 0                   | 0                   | 0                   | 29       | 9      | 2           | 0          |
| S. Iannella     | 27       | 18      | 0           | 0          | 0            | 0            | 0            | 0            | 0                | 0                | 0                | 0                | 0                   | 0                   | 0                   | 0                   | 27       | 18     | 0           | 0          |
| S. Maendly      | 26       | 6       | 4           | 0          | 0            | 0            | 0            | 0            | 0                | 0                | 0                | 0                | 0                   | 0                   | 0                   | 0                   | 26       | 6      | 4           | 0          |
| V. Maglia       | 24       | 5       | 0           | 0          | 0            | 0            | 0            | 0            | 0                | 0                | 0                | 0                | 0                   | 0                   | 0                   | 0                   | 24       | 5      | 0           | 0          |
| R. Manieri      | 21       | 7       | 3           | 0          | 0            | 0            | 0            | 0            | 0                | 0                | 0                | 0                | 0                   | 0                   | 0                   | 0                   | 21       | 7      | 3           | 0          |
| N. Matarazzo    | 12       | 0       | 0           | 0          | 0            | 0            | 0            | 0            | 0                | 0                | 0                | 0                | 0                   | 0                   | 0                   | 0                   | 12       | 0      | 0           | 0          |
| G. Motta        | 29       | 1       | 0           | 0          | 0            | 0            | 0            | 0            | 0                | 0                | 0                | 0                | 0                   | 0                   | 0                   | 0                   | 29       | 1      | 0           | 0          |
| P. Panico       | 29       | 35      | 0           | 0          | 3            | 2            | 0            | 0            | 6                | 8                | 0                | 0                | 1                   | 2                   | 0                   | 0                   | 39       | 47     | 0           | 0          |
| E. Piacezzi     | 18       | 5       | 1           | 0          | 0            | 0            | 0            | 0            | 0                | 0                | 0                | 0                | 0                   | 0                   | 0                   | 0                   | 18       | 5      | 1           | 0          |
| R. Pinna        | 14       | 3       | 0           | 0          | 0            | 0            | 0            | 0            | 0                | 0                | 0                | 0                | 0                   | 0                   | 0                   | 0                   | 14       | 3      | 0           | 0          |
| D. Stracchi     | 28       | 1       | 0           | 0          | 0            | 0            | 0            | 0            | 0                | 0                | 0                | 0                | 0                   | 0                   | 0                   | 0                   | 28       | 1      | 0           | 0          |
| G. Thalmann     | 21       | -7      | 2           | 0          | 0            | 0            | 0            | 0            | 0                | 0                | 0                | 0                | 0                   | 0                   | 0                   | 0                   | 21       | -7     | 2           | 0          |
| E. Tona         | 28       | 7       | 3           | 0          | 0            | 0            | 0            | 0            | 0                | 0                | 0                | 0                | 0                   | 0                   | 0                   | 0                   | 28       | 7      | 3           | 0          |